# Idiochlora melica
Idiochlora melica är en fjärilsart som beskrevs av Swinhoe 1891. Idiochlora melica ingår i släktet Idiochlora och familjen mätare. Inga underarter finns listade i Catalogue of Life.